# 노동총연맹 (프랑스)
노동총연맹(프랑스어: Confédération Générale du Travail; CGT)은 프랑스의 노총이다. 1895년 리모주에서 설립되었으며, 프랑스의 5대 노총 중 가장 오래되었다.
원래 생디칼리슴 성향의 노총이었고, 생디칼리슴의 총본산이었다. 그러나 제1차 세계 대전 이후 프랑스 공산당의 영향을 강하게 받기 시작했고, 냉전 시대에는 공산당에 의해 좌우되었다. 1990년대에 공산당과 절연하고 온건화되어 오늘날에 이르고 있다.